# Babinci (Słowenia)
Babinci – wieś w Słowenii, w gminie Ljutomer. W 2018 roku liczyła 271 mieszkańców.